# Vilhivka, Iemilciîne
Vilhivka (în ucraineană Вільхівка) este un sat în comuna Zelenîțea din raionul Iemilciîne, regiunea Jîtomîr, Ucraina.

## Demografie
Componența lingvistică a localității Vilhivka
     Ucraineană (100%)
Conform recensământului din 2001, toată populația localității Vilhivka era vorbitoare de ucraineană (100%).